# Bulbophyllum brevipes
Bulbophyllum brevipes là một loài phong lan thuộc chi Bulbophyllum.